# Martin Friedland (Jurist)
Martin Friedland, CC, QC (* 21. September 1932 in Toronto, Ontario) ist ein kanadischer Jurist und Schriftsteller. 
Friedland studierte an der Universität Toronto und konnte dort sein Studium 1955 abschließen. Anschließend wechselte er an die University of Cambridge und absolvierte dort ein Promotionsstudium, das er 1965 erfolgreich beenden konnte. 
1960 wurde Friedland in Ontario als Anwalt zugelassen. Zwischen 1960 und 1965 hatte er einen Lehrauftrag an der Osgoode Hall Law School und nahm anschließend einen Ruf an die Universität Toronto an. Seine Arbeit dort führte 1968 erfolgreich zu seiner Habilitation. Zwischen 1972 und 1979 fungierte er dort auch als Dekan.
Später wurde Friedland auch als Kronanwalt berufen. 

## Ehrungen
- 1990: Offizier des Order of Canada
- 1994: Molson Prize for the Arts
- 2002: Floyd S. Chalmers Award in Ontario History für The University of Toronto: A History
- 2003:  Sir-John-William-Dawson-Medal

## Werke (Auswahl)
- Access to the low.
- Detention before trial.
- My life in crime and other academic adventures.
- The university of Toronto. A history. University Press, Toronto 2002, ISBN 0-8020-4429-8.

| Personendaten    | Personendaten                         |
| ---------------- | ------------------------------------- |
| NAME             | Friedland, Martin                     |
| KURZBESCHREIBUNG | kanadischer Jurist und Schriftsteller |
| GEBURTSDATUM     | 21. September 1932                    |
| GEBURTSORT       | Toronto, Kanada                       |